# Unterwalden
Unterwalden byl spolu s kantony Uri a Schwyz jedním ze tří historických kantonů, které podle legendy v roce 1291 na louce u Rütli společnou přísahou stály na počátku Švýcarské konfederace.
Není úplně jasné, kdy přesně – někdy okolo roku 1350 – došlo k rozdělení původně jednotného kantonu na dva polokantony Obwalden a Nidwalden. K této události se vztahuje také legenda o švýcarském národním hrdinovi Vilému Tellovi. Od 4. května 1798 byl kanton Unterwalden nuceně začleněn do nového kantonu Waldstätten, v němž setrval do jeho zrušení roku 1803.

Vlajka kantonu do roku 1816

Původní kanton Unterwalden nezahrnoval území obce Engelberg, které tvořilo samostatný církevní stát. Tato obec se jeho součástí stala se vznikem Helvetské republiky roku 1798. Od roku 1803 náležel Engelberg k polokantonu Nidwalden a roku 1815 přešel k polokantonu Obwalden, jehož je exklávou.
Historické označení Unterwalden se jako společné označení obou dnešních (polo)kantonů používá dodnes. Ve státoprávním uspořádání platném od roku 1999 fungují někdejší polokantony, kterých je ve Švýcarsku celkem šest, stejně a mají stejné postavení jako kantony, jediný rozdíl je, že do Rady států, „horní“ komory parlamentu, delegují jen po jednom zástupci místo obvyklých dvou.